# Dysderoides micans
Dysderoides micans là một loài nhện trong họ Oonopidae.
Loài này thuộc chi Dysderoides. Dysderoides micans được Eugène Simon miêu tả năm 1893.